# Eurotas Chasmata
Gli Eurotas Chasmata sono una struttura geologica della superficie di Dione.